# Marmarita
Marmarita (arab. مرمريتا) – miejscowość w Syrii, w muhafazie Hims. W 2004 roku liczyła 2206 mieszkańców, głównie chrześcijan prawosławnych.